# Cantone di Lattes
Il Cantone di Lattes è una divisione amministrativa dell'arrondissement di Montpellier.
A seguito della riforma approvata con decreto del 26 febbraio 2014, che ha avuto attuazione dopo le elezioni dipartimentali del 2015, è passato da 3 a 5 comuni.

## Composizione
I 3 comuni facenti parte prima della riforma del 2014 erano:
- Lattes
- Palavas-les-Flots
- Pérols

Dal 2015 i comuni appartenenti al cantone sono i seguenti 5:
- Juvignac
- Lattes
- Lavérune
- Pérols
- Saint-Jean-de-Védas